# Маккормак, Уильям
Сэр Уильям МакКормак (англ. William MacCormac; 17 января 1836, Белфаст — 4 декабря 1901, Бат (Англия)) — британский хирург, первый баронет.

## Биография
Сын доктора Генри МакКормака, известного североирландского врача. Медицинское образование получил в Дублине, Лондоне, Париже, Берлине, окончил Университет Квинс в Белфасте, практиковать начал в Белфасте в 1871 году.
Участник франко-прусской войны 1870 года, служил главным хирургом походного англо-американского лагеря госпиталя при Седане в 1870—1871 гг. Стал знатоком огнестрельных ранений и, имея хорошую репутацию хирурга, пользовался большой популярностью в обществе.
Во время сербско-турецкой войны 1876 г. работал в Сербии.

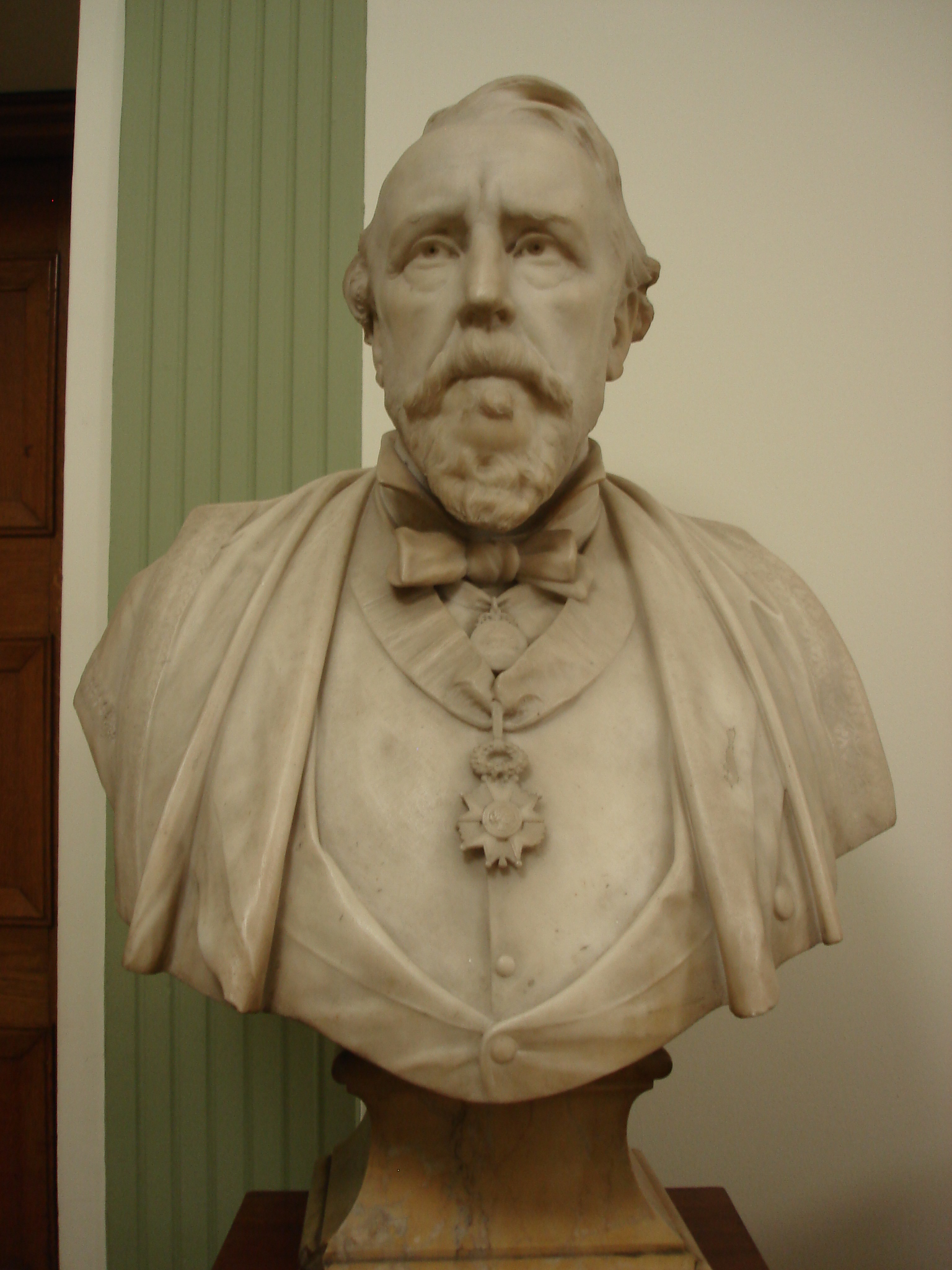
Бюст Уильяма МакКормака

В 1881 году был назначен ассистентом хирурга в лондонском госпитале Св. Фомы и в течение 20 лет продолжал здесь свою работу в качестве хирурга, педагога и консультанта по хирургии. В 1883 году был избран членом совета Коллегии хирургов. Состоял хирургом-консультантом и заслуженным профессором хирургии.
В 1897 году ему был присвоен титул баронета и ординарного хирурга принца Уэльского. Его услуги потребовались в следующем году, когда у принца случился несчастный случай с коленом. В 1899 году вызвался поехать в Южную Африку в качестве хирурга-консультанта.
В феврале 1901 года стал почётным королевским хирургом, в июне того же года получил почётную степень Университета Глазго.
Похоронен на кладбище Кенсал-Грин в Лондоне.

## Избранные труды
- «Notes and recollections of an ambulance surgeon» (1871; переведен на немецкий, французский, голландский и итальянский языки)
- «On the antiseptic treatment of wounds»,
- «Antiseptic surgery, its principles and practice» (1880; переведен на французский, русский языки),
- «Abdominal surgery»;